# Романович-Славатинский, Александр Васильевич
Александр Васильевич Романович-Славатинский (1832—1910) — российский юрист, историк права.

## Биография
До 12 лет воспитывался дома. В сентябре 1844 года поступил во 2-й класс Нежинской гимназии. Во время учёбы предполагал поступить на историко-филологическое отделение философского факультета — история литературы была любимым предметом его занятий. Но незнание греческого языка, который не преподавался в это время в Нежинском лицее, заставило его поступить в августе 1850 года в Киевский университет св. Владимира студентом юридического факультета. Тем не менее во время учёбы он посещал лекции профессоров историко-филологического факультета — Шульгина, Бунге и Павлова. Под влиянием лекций последнего углубился в занятия историей русского права и заинтересовался государственным правом. В июне 1855 года сдал экзамен на степень кандидата прав; защитил кандидатскую диссертацию по кафедре профессора Иванишева «О государственных долгах» и с 1856 года начал преподавательскую деятельность, готовясь к получению профессорского звания. В августе 1859 года защитил магистерскую диссертацию: «Исторический очерк губернского управления в России, от первых преобразований Петра Великого до издания Учреждения о губерниях в 1775 г.» и в октябре был избран адъюнктом.
В 1860 году отправился в командировку на два года за границу, где слушал Гнейста, Шталя, Роберта фон Моля, Ранке, Дройзена и Блунчли. По возвращении из-за границы, с августа 1862 года, читал курсы европейского и русского государственного права, а также историю русского права. В 1870 году издал сочинение: «Дворянство в России от начала XVIII в. до отмены крепостного права», за которое получил степень доктора. Этот труд доставил автору большую известность. В сентябре 1870 года был избран ординарным профессором. В 1871—1872 годах издал курс «Пособие для изучения русского государственного права по методу историко-догматическому»; в 1886 году переработал его под заглавием «Система русского государственного права в его историко-догматическом развитии, сравнительно с государственным правом Западной Европы». Кроме того, Романович-Славатинский напечатал: «Государственная деятельность графа М. М. Сперанского» («Университетские Известия», 1873) и «Жизнь и деятельность Н. Д. Иванишева» («Древняя и Новая Россия», 1876).
В 1857-1859  годы преподавал русскую историю в Киевской 1-й гимназии, на Высших женских курсах и в женской гимназии В.Н.Ващенко-Захарченко.
В 1881 году выехал за границу для лечения.
С 1879 г. — действительный статский советник.
Романович-Славатинский был убеждённым монархистом.
Кроме участия в Киевском юридическом обществе, состоял также членом исторического общества Нестора-Летописца.

## Награды
- Орден св. Станислава 2-й степени с Императорскою короною (1870)
- Орден св. Анны 2 степени (1873)
- Орден св. Владимира 3 степени (1883).

## Труды
- Романович-Славатинский А. В. Исторический очерк губернского управления от первых преобразований Петра В. до учреждения губерний в 1775 году. — Киев, 1859. — 156 с.
- Романович-Славатинский А. В. Дворянство в России от начала XVIII века до отмены крепостного права. — СПб., 1870. — 594 с.